# Giulești (okręg Neamț)
Giulești – wieś w Rumunii, w okręgu Neamț, w gminie Secuieni. W 2011 roku liczyła 159 mieszkańców.